# Schönborn (Triptis)
Schönborn ist ein Ortsteil der Stadt Triptis im Saale-Orla-Kreis in Thüringen.

## Geografie
Die Gemarkung von Schönborn wird östlich von der Bundesautobahn 9 tangiert. Der Ort liegt von Wiesen und Feldern sowie Wald umgeben auf einer Hochebene der Saale-Elster-Sandsteinplatte. Ortsverbindungswege haben Anschluss zur Bundesstraße 281 und weiterführend an die Bundesstraße 2 und Bundesautobahn 9 bei Triptis.

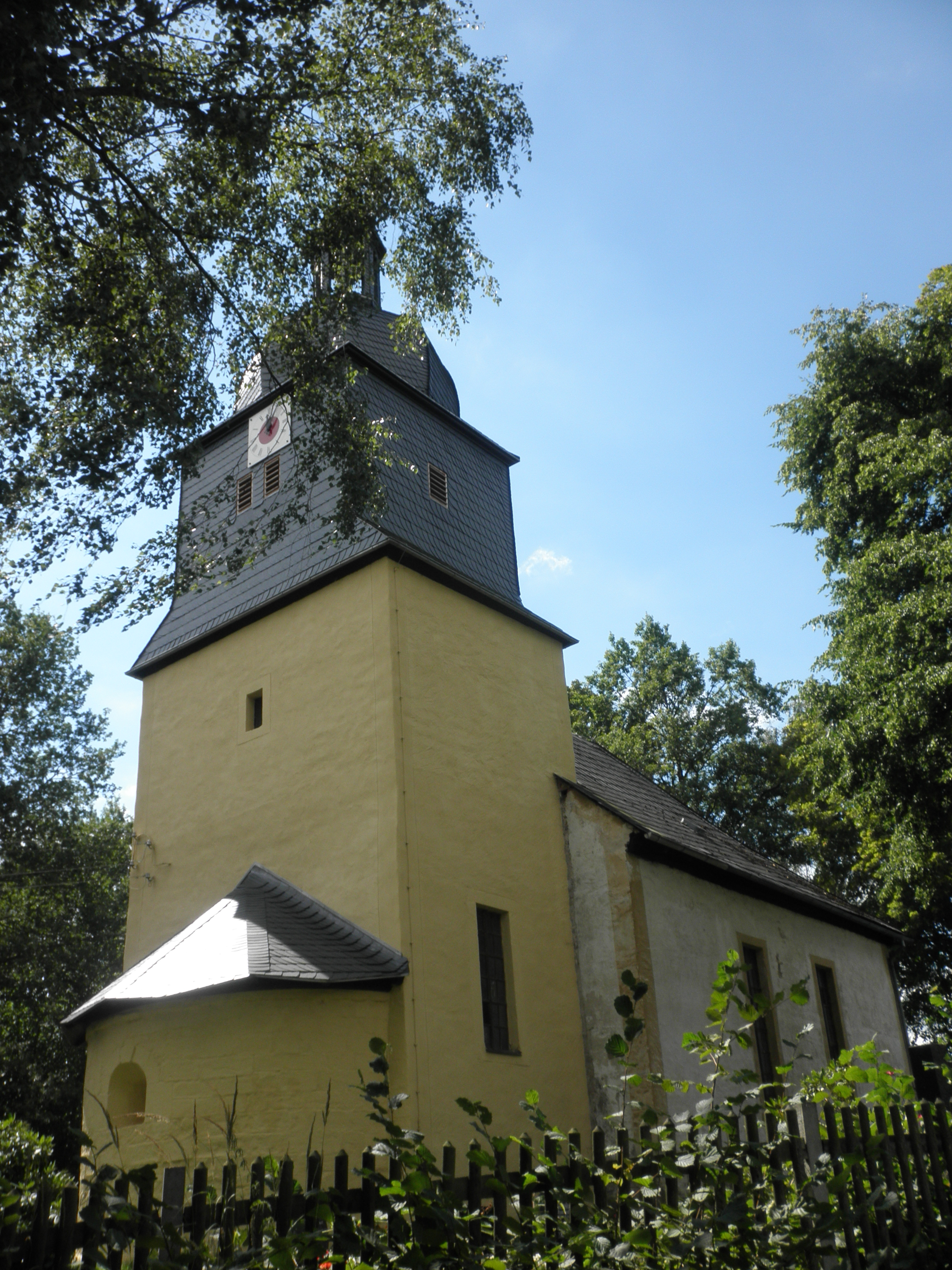
Kirche in Schönborn (Triptis)

## Geschichte
Die urkundliche Ersterwähnung des Ortes erfolgte 1378.
Die Kirche ist romanischen Ursprungs. 1713 wurde sie teilweise abgetragen und neu aufgebaut.
Die Bauern des Dorfes mussten in den 1950er Jahren auch den Weg der Kollektivierung ihrer Höfe gehen und fanden nach der Wende 1990 neue Strukturen in der Landwirtschaft. Seither existiert im Ort die Baumann GmbH. Sie verkauft Schafe, Wolle und Fleisch.
Die Eingemeindung des Ortes zur Stadt Triptis fand am 1. Mai 1965 statt.